# تعریف تروریسم

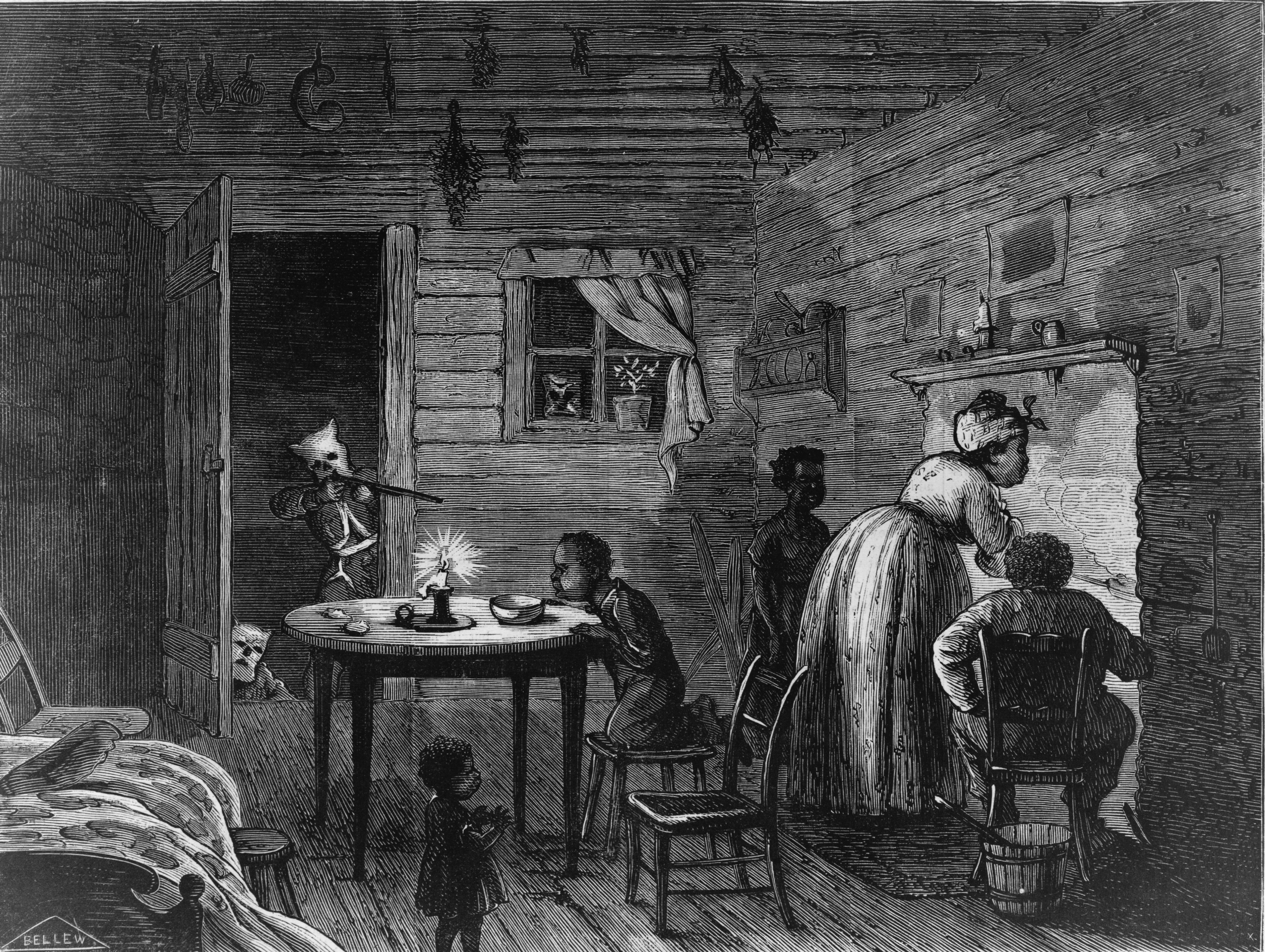
اعضای کو کلاکس کلن در حال رفتن به خانه سیاهپوستان و کشتن آنها

توافقی جامع و جهانی در تعریف تروریسم وجود ندارد. سیستم‌های حقوقی مختلف و سازمان‌های دولتی از تعریف‌های متفاوتی استفاده می‌کنند. علاوه بر این، خود دولت‌ها نیز با بی‌اعتنایی به مذاکره و فراهم‌آوردن تعریفی قانونی و تعهدآور در این باره بی‌میلی نشان داده‌اند. این دشواری‌ها ناشی از این واقعیت است که این اصطلاح از لحاظ سیاسی و احساسی اصطلاحی پرمعنی و برانگیزاننده است. به عنوان مثال، در ایالات متحده آمریکا، تروریسم در فصل ۲۲ بند ۳۸۶ قانون اساسی ایالات متحده آمریکا؛ (Title 22 Chapter 38 U.S. Code § 2656f)، این‌گونه تعریف شده‌است که: «ارتکاب خشونتِ از پیش اندیشیده، با انگیزهٔ سیاسی علیه اهداف غیررزمی توسط گروه‌های فرعیِ ملی یا عوامل زیرزمینی» است. تعریف کتاب‌درسیِ تروریسم شامل موارد زیر است:
- استفاده از خشونت یا تهدید خشونت در راه دستیابی به اهداف سیاسی، تغییر مذهبی یا ایدئولوژیک است.
- ارتکاب آن تنها توسط عناصر غیردولتی؛ و، یا افراد وابسته با پوشش مخفی، وابسته به دولت‌های مربوط خود، صورت می‌پذیرد.
- به قربانیانی؛ بیشتر از آنچه که مستقیماً به‌عنوان هدف در دسترسند، دسترسی دارد، و همچنین اهداف متشکل از طیف گسترده‌تری از جامعه را پوشش می‌دهد.
- هم از نظر حقوق کیفری؛ (به عنوان مثال، جرمی که طبق قوانین غیرقانونی ساخته شده)، و نیز از دیدگاه عرف اجتماعی مردود شناخته شده؛ (یعنی جرم و جنایتی که به‌طور ذاتی غیراخلاقی یا غلط است).

معیارهای خشونت یا تهدید به خشونت زیر خارج از تعریف تروریسم قرار می‌گیرند:
- ارتکاب اعمال خشونت توسط یک دولت-ملت علیه یک دولت-ملت دیگر بدون در نظرگرفتن قانونی بودن یا غیرقانونی بودن آن در زمان جنگ (از جمله جنگ اعلام شده) و، یا زمان صلح که توسط نیروهای نظامی یا جنگنده‌های قانونی چنین کشورهایی انجام شود.
- اقدامات معقول دفاع از خود از قبیل استفاده از زور برای کشتن، دستگیری یا مجازات  بزهکارانی که تهدیدی برای زندگی انسان یا اموال باشند.
- اهداف قانونی در جنگ، مانند رزمندگان دشمن و زیرساخت‌های استراتژیک که بخشی جدایی ناپذیر از تلاش‌های جنگی دشمن هستند.
- آسیب‌های جانبی آسیب‌های جانبی، که شامل آسیب‌های احتمالی به هدف‌های غیر جنگی در حین حمله یا تلاش برای حمله به اهداف مشروع در جنگ است.